# Mugma
Mugma är en ort i Indien.   Den ligger i distriktet Dhanbad och delstaten Jharkhand, i den östra delen av landet, 1 100 km sydost om huvudstaden New Delhi. Mugma ligger 145 meter över havet och antalet invånare är 3 195.
Terrängen runt Mugma är platt. Runt Mugma är det mycket tätbefolkat, med 1 135 invånare per kvadratkilometer. Närmaste större samhälle är Kulti, 12,6 km öster om Mugma. Trakten runt Mugma består till största delen av jordbruksmark.